# Onda acústica superficial

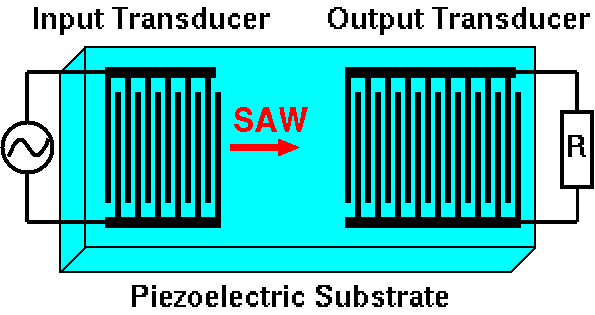
Imagen esquemática de un diseño típico de dispositivo SAW.

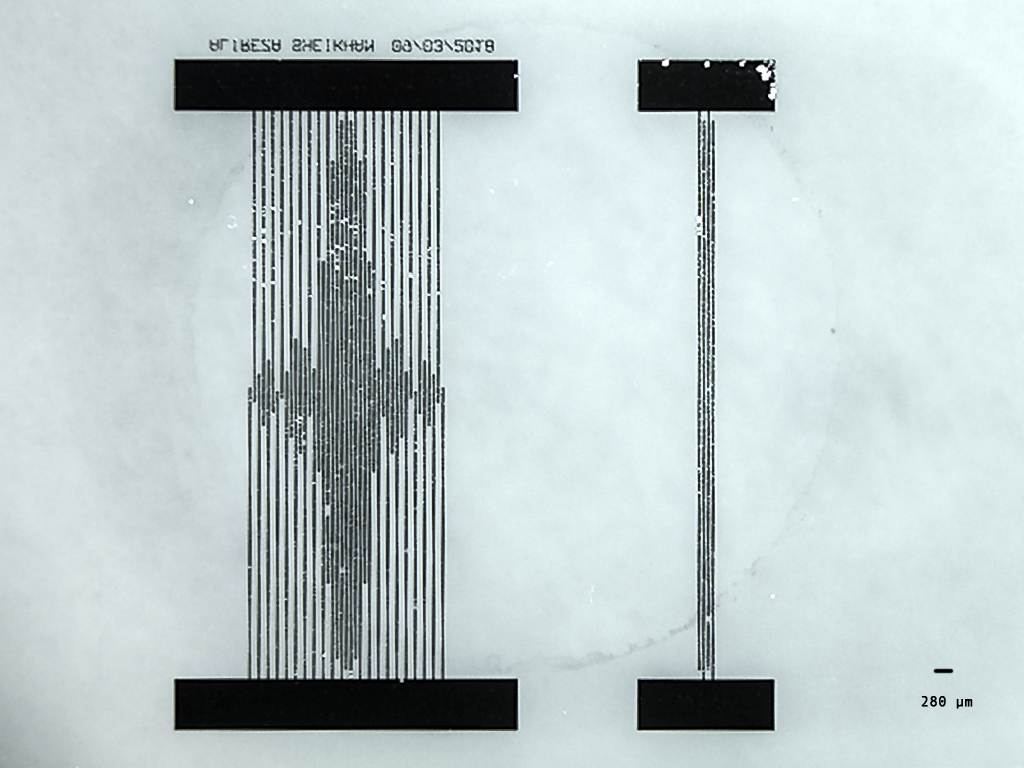
Un filtro pasa banda implementado en material piezoeléctrico.

Una onda acústica de superficie (con acrónimo inglés SAW) es una onda acústica que viaja a lo largo de la superficie de un material que presenta elasticidad, con una amplitud que normalmente decae exponencialmente con la profundidad del material, de forma que se confina a una profundidad de aproximadamente una longitud de onda.
Las SAW fueron explicadas por primera vez en 1885 por Lord Rayleigh, quien describió el modo de propagación acústica superficial y predijo sus propiedades en su artículo clásico. Llamadas por su descubridor, las ondas de Rayleigh tienen un componente de cizalla longitudinal y vertical que se puede ensamblar con cualquier medio como capas adicionales en contacto con la superficie. Este ensamblaje afecta fuertemente la amplitud y la velocidad de la onda, permitiendo a los sensores SAW detectar directamente la masa y las propiedades mecánicas. El término 'ondas de Rayleigh' se utiliza a menudo como sinónimo de 'SAW', aunque en sentido estricto existen múltiples tipos de ondas acústicas superficiales, como las ondas de Love, que están polarizadas en el plano de la superficie, en lugar de longitudinal y vertical.
Las SAW como las ondas Love y Rayleigh, tienden a propagarse durante mucho más tiempo que las ondas volumétricas, ya que sólo deben viajar en dos dimensiones, en lugar de tres. Además, por lo general tienen una velocidad más alta que sus homólogas.
Los dispositivos de ondas acústicas superficiales ofrecen una amplia gama de aplicaciones con el uso de sistemas electrónicos, incluidas líneas de retraso, filtros, correlacionadores y convertidores CC-CC. Las posibilidades de estos dispositivos SAW podrían ofrecer un campo potencial en sistemas de radar y sistemas de comunicación.
Este tipo de onda se utiliza habitualmente en dispositivos llamados dispositivos SAW en circuitos electrónicos. Los dispositivos SAW se utilizan como filtros, osciladores y transformadores, dispositivos basados en la transducción de ondas acústicas. La transducción de energía eléctrica a energía mecánica (en forma de SAW) se logra mediante el uso de materiales piezoeléctricos.
Los dispositivos electrónicos que utilizan SAW normalmente utilizan uno o más transductores interdigitales (IDT) para convertir las ondas acústicas en señales eléctricas y viceversa aprovechando el efecto piezoeléctrico de ciertos materiales, como el cuarzo, el niobato de litio, el tantalato de litio, el silicato de lantano y galio. Estos dispositivos se fabrican mediante tratamientos de limpieza del sustrato, como el pulido, la metalización, la fotolitografía y la fabricación de capas de pasivación/protección (dieléctricas). Estos son los pasos típicos del proceso de fabricación de semiconductores, como los circuitos integrados de silicio. 
Los filtros SAW se utilizan actualmente en teléfonos móviles y ofrecen ventajas técnicas en cuanto a rendimiento, coste y tamaño frente a otras tecnologías de filtrado, como los cristales de cuarzo (basados en ondas de volumen), los filtros LC y los filtros de guía de ondas, específicamente en frecuencias inferiores a 1,5-2,5 GHz, en función de la potencia de RF que se necesite filtrar. La tecnología complementaria a la SAW para frecuencias superiores a 1,5-2,5 GHz se basa en resonadores acústicos a granel de película delgada (TFBAR, o FBAR).
En los últimos 20 años se ha investigado mucho en el campo de los sensores de ondas acústicas superficiales[6], cuyas aplicaciones abarcan todos los ámbitos de la detección (química, óptica, térmica, de presión, de aceleración, de par y biológica). Los sensores SAW han tenido un éxito comercial relativamente modesto hasta la fecha, pero se comercializan habitualmente para algunas aplicaciones como las pantallas táctiles. 